# Cornelia Marmorek
Cornelia „Nelly“ Marmorek, geborene Schwarz, (* 13. Mai 1877 in Wien; † 11. März 1944 in Cannes) war eine österreichische Grafikerin und Malerin.

## Leben
Bei Marmorek, Tochter des wohlhabenden Wiener Bankiers Julius Schwarz und seiner Frau Hermine, einer Schwester des Komponisten Ignaz Brüll, zeigte sich früh ihr kreatives Talent. Bestärkt durch ihr Elternhaus begann sie 1901 ein Studium an der Wiener Kunstgewerbeschule, wo sie unter anderem Schülerin von Alfred Roller und Carl Otto Czeschka wurde. Zu ihren Kollegen zählten unter anderen Hilde Exner, Emma Schlangenhausen, Moriz Jung und Rudolf Kalvach.
Im Jahr 1897 heiratete sie den Architekten Oskar Marmorek. Nach dem Suizid ihres Mannes im Jahr 1909 bezog sie offiziell wieder die elterliche Wiener Wohnung in der Berggasse 13, verbrachte jedoch die meiste Zeit in Frankreich, wo sie bei Henri Matisse Malerei studierte und auch am Ausstellungsbetrieb teilnahm. Im Zweiten Weltkrieg lebte Nelly Marmorek in Cannes, das 1942 von den deutschen Truppen besetzt wurde, womit auch sie dem Terror ausgesetzt war. Marmorek verstarb am 11. März 1944 in Cannes.